# Leyla Aliyeva (présentatrice)
Ne pas confondre avec la fille du président Aliev, Leyla Aliyeva.
Leyla Aliyeva (en azéri : Leyla Əliyeva, née en 1986 à Bakou) est une présentatrice de télévision azerbaïdjanaise. Les 22, 24 et 26 mai 2012, elle présenta depuis le Baku Crystal Hall le 57e Concours Eurovision de la chanson aux côtés d'Eldar Qasımov et Nargiz Birk-Petersen.
Leyla Aliyeva est diplômée de l'Académie de musique de Bakou en direction chorale et a un maîtrise de musique. Elle commence à travailler au département de la musique, des arts et du divertissement d'İctimai Televiziya en 2004. À partir de 2007, elle couvre l'actualité du Concours Eurovision de la chanson et devient rapidement membre du comité d'organisation de l'Eurovision d'İctimai Televiziya. Elle présente ensuite la tournée de la sélection azerbaïdjanaise avec Husniyya Maharramova en 2011 et 2012.
Elle est mariée à un collègue d'İctimai Televiziya qui y travaille comme réalisateur et a une fille.